# Hagerstown (Indiana)
Hagerstown város az Amerikai Egyesült Államok Indiana államában, Wayne megyében. Lakosainak száma 1681 fő (2020. április 1.).

## Népesség
A település népességének változása:

| 2010 | 1 787 |
| 2020 | 1 681 |